# Astra čínská

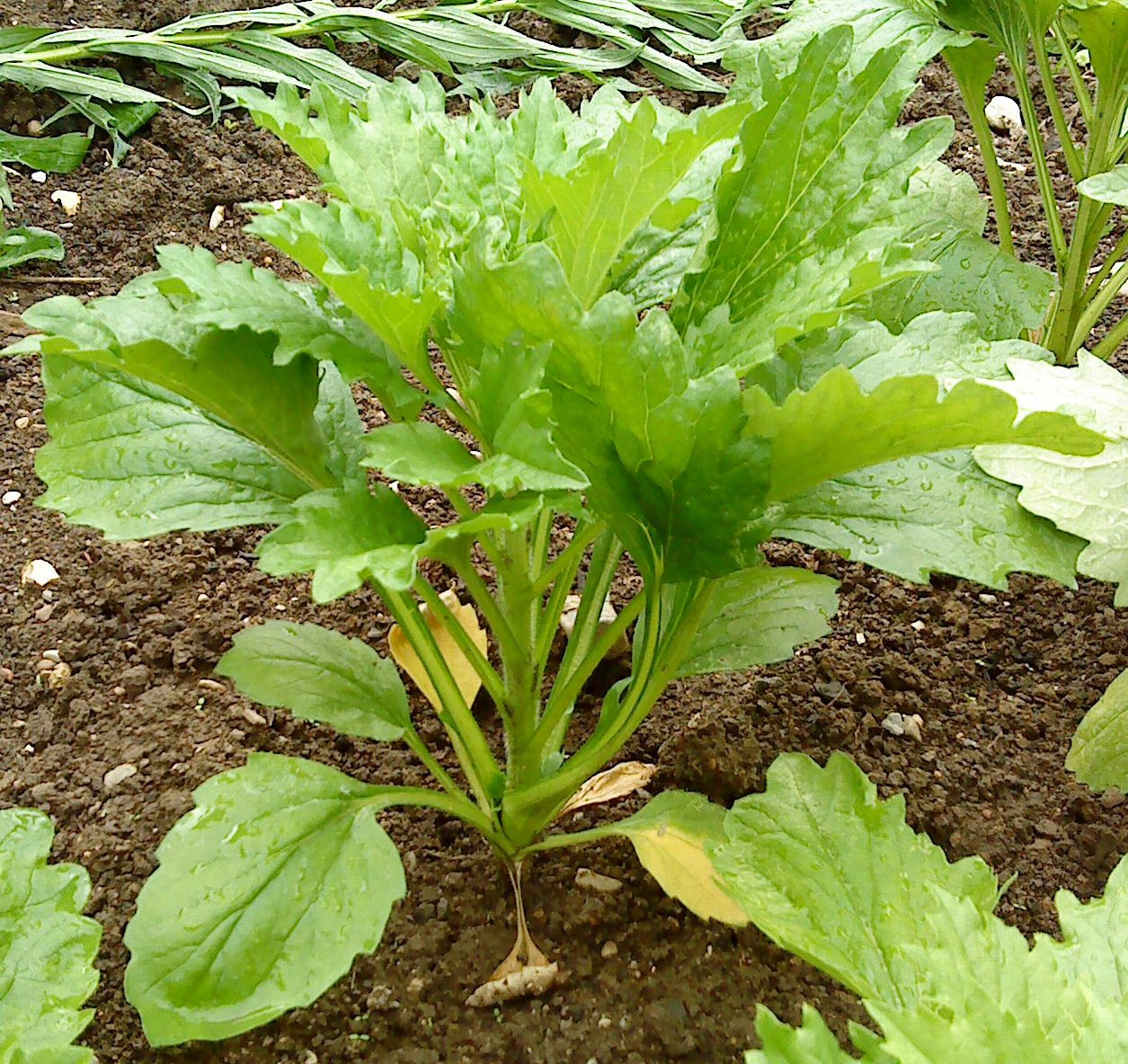
Astra čínská před kvetením

Astra čínská (Callistephus chinensis) je jednoletá, okrasná rostlina, která je pro své květy hojně pěstovaná v zahradách nebo sklenících. Tento jediný druh monotypického rodu astra se od roku 1872 občas objevuje i ve volné přírodě České republiky a je považován za přechodně zplaňující nebo občasně zavlékaný neofyt.

## Historie
Domovinou této rostliny jsou řídce zalesněné nebo keřovité oblasti na severovýchodě Číny, východě Mongolska a na severu Korejského poloostrova. Její semena do Evropy pravděpodobně dovezl botanik Pierre d'Incarville a okolo roku 1730 již kvetla v Paříži.
Carl Linné rostlinu původně pojmenoval Aster chinensis, později však byla pro značnou odlišnost ve vzrůstu i tvaru úborů oddělena do samostatného rodu Callistemma. Roku 1833 dostala platný odborný název Callistephus chinensis.
Latinské jméno Callistephus je odvozeno z řeckých výrazů kállos = krásný a stephos = věnec.

## Možnost záměny
Neznalý si může astry plést s hvězdnicemi, jejichž rod se vědecky jmenuje Aster. Rostliny rodu Aster, čili hvězdnice, však pocházejí převážně ze Severní Ameriky a jsou to trvalky, které ve středoevropských podmínkách bez problémů přezimují.

## Ekologie
Astra čínská je teplomilná dlouhodenní rostlina. Pro vyvolání kvetení se musí teplota pohybovat okolo 18 °C. Při prodlužování dne rostou vegetativní orgány (lodyhy i listy) a připravuje se kvetení. S nástupem zkracování dne začínají růst generativní orgány, rostlina kvete. Řízením teploty a délky dne můžeme ovlivnit velikost rostliny i dobu kvetení.
Nejlépe roste na výhřevných sušších stanovištích ve výživné hlinitopísčité půdě s neutrální až mírně alkalickou reakcí. Nesnáší čerstvé hnojení chlévským hnojem ani výsadbu do půdy po rostlinách z čeledi lilkovitých. Sází se nejčastěji do sponu 25 × 25 cm. Zalévat se doporučuje často, ale v menších dávkách, větší sucho způsobuje vadnutí a mokro zase houbovité nemoci. Odkvetlé úbory odstřihujeme.

## Popis
Jednoletá rostlina s větvenou, ojediněle i jednoduchou lodyhou, vysokou 20 až 100 cm, která bývá světle zelená či načervenalá a je porostlá tvrdými chloupky. Vyrůstá ze svazčitého kořene jehož postranní kořínky rostou 15 až 20 cm pod povrchem. Lodyha, vyrůstající z listové růžice, je porostlá řapíkatými listy s čepelemi oválného tvaru po okrajích zubatě vykrajovanými, které jsou dlanitě žilnaté a mají krátké chlupy. Vícetvaré listy bývají dlouhé od 4 do 12 a široké od 1,5 do 4 cm, jejich velikost i tvar jsou rozdílné, nelze je použít jako rozlišovacího znaku.
Květní úbory rostou jednotlivě na vrcholech hlavní lodyhy i větví a mohou být velké od 5 do 12 cm. Úbory mají ploché nebo klenuté květní lůžko bez plevek. Ve středu lůžka rostou oboupohlavné kvítky s obvykle žlutou trubkovitou korunou. Po obvodě lůžka se nacházejí dvě až tři řady samičích kvítků s jazykovitou korunou, která mívá lístky různě tvarované nebo rozličně zbarvené, např. krémové, fialové, červené, šarlatové, růžové, téměř modré nebo dvou či trojbarevné. Pětičetná koruna je srostloplátečná s pěti zoubky na koncích, uvnitř je pět tyčinek s prašníky srostlými do trubičky a pestík tvořený dvěma plodolisty. Pyl v prašnících nedozrává ve stejnou dobu jako blizna, to napomáhá cizosprašnému opylení. Kvítky v úboru nakvétají postupně z vnějšku ke středu.
Plod je zploštělá, podlouhlá, hnědá nažka asi 4 mm dlouhá a 1,5 mm široká, má asi 7 mm třířadý chmýr, dvě žebra a tvrdé oplodí. Semena si podržují klíčivost po dobu tři až pěti let. Původní rostliny jsou diploidní (n = 18), šlechtěné také tetraploidní nebo aneuploidní.

## Rozmnožování
Astry čínské se rozmnožují výhradně semeny, která na venkovní záhony vyséváme od konce dubna do konce července, obvykle nejsou citlivé na ranní mrazíky. Semena vzchází při teplotě okolo 12 °C do 10 dnů. Po vzejití se přetrhávají, na 1 m² nemá být více než 50 rostlin. Pro omezení houbovitých chorob se doporučuje pěstovat astry každoročně na jiných stanovištích.
V zahradnictví se obvykle vysévají semena do skleníků již koncem března až počátkem dubna a na záhon se vysazují již vzrostlé rostlinky. Lze je také při regulaci teploty pěstovat ve sklenících celoročně a docílit několika sklizní za rok, přes zimu se vegetační doba prodlužuje téměř na pět měsíců.
Mezi závažné choroby patří tzv. „Fusariové vadnutí“ zapříčiněné houbou Fusarium oxysporum nebo tzv. „Verticiliové vadnutí“ způsobené houbou Verticilium alboatrum. Houby žijí v půdě a dostávají se do cévních svazků rostliny a ucpávají je, rostliny pak uvadají. Z živočišných škůdců jsou nejčastější larvy osenic a kovaříků které ožírají listy a kořeny a mšice sající na listech i úborech.

## Význam
Astra čínská je populární zahradní květina, její přeložené vědecké jméno Callistephus znamenající „krásný věnec“ má vztah k postavení úborů na rozvětvené lodyze. Je to jedna z komerčně nejdůležitějších letniček, užívá se k výsadbě do záhonů, balkónových truhlíků nebo k řezu.
Původní rostliny měly jednoduché bílé úbory, podobaly se sedmikráskám nebo kopretinám. Za dlouhou dobu šlechtění bylo získáno mnoho set kultivarů odlišujících se výškou, množstvím úborů, počtem, tvarem a barvou vnějších lístků, dobou kvetení a druhem použití.
Nejvýznamnější firmy zabývající se šlechtěním aster sídlí v Německu, Francii, Dánsku a Holandsku. Také ČR se proslavila svými novošlechtěnci, např. ve VÚOZ v Průhonicích byl vyšlechtěn kultivar 'Průhonický trpaslík' (šlechtitel Holitscher) a ve šlechtitelské stanici Turnov-Valdštejnsko kultivar 'Turnovská raná' (šlechtitel Stiborek).
Široký sortiment odlišných kultivarů se dělívá podle rozličných kritérií:
- podle vzrůstu se dělí na vysoké vzpřímené, vysoké keřovitě a nízké keřovité,
- podle doby kvetení na rané (červenec), normální (srpen) a pozdní (září),
- podle plnosti a typu úboru na jednoduché, poloplné, plné a smíšené (trubkovité, jehlicovité, střechovité, pivoňkovité).[2][3][4][5][6]

## Galerie

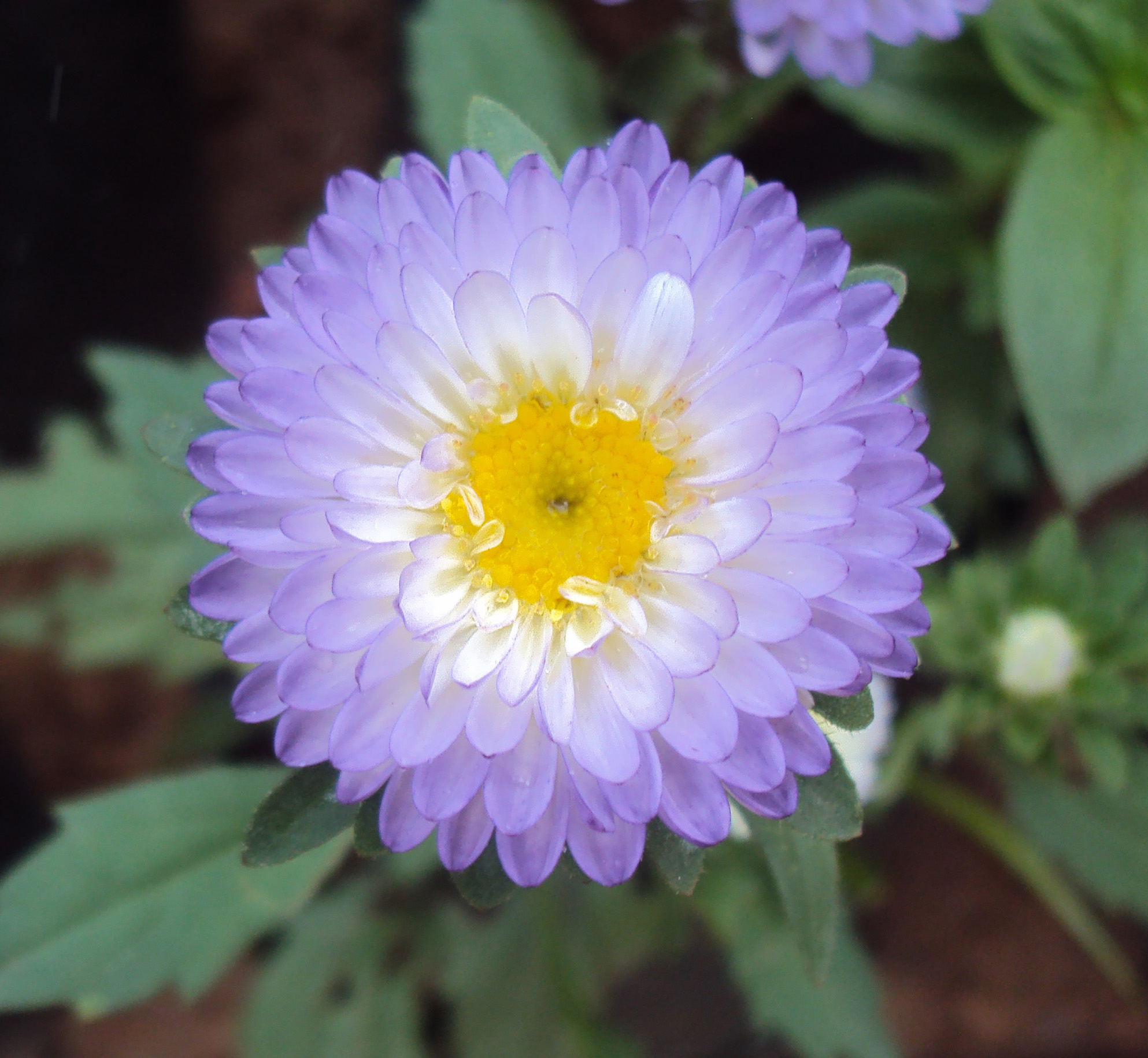
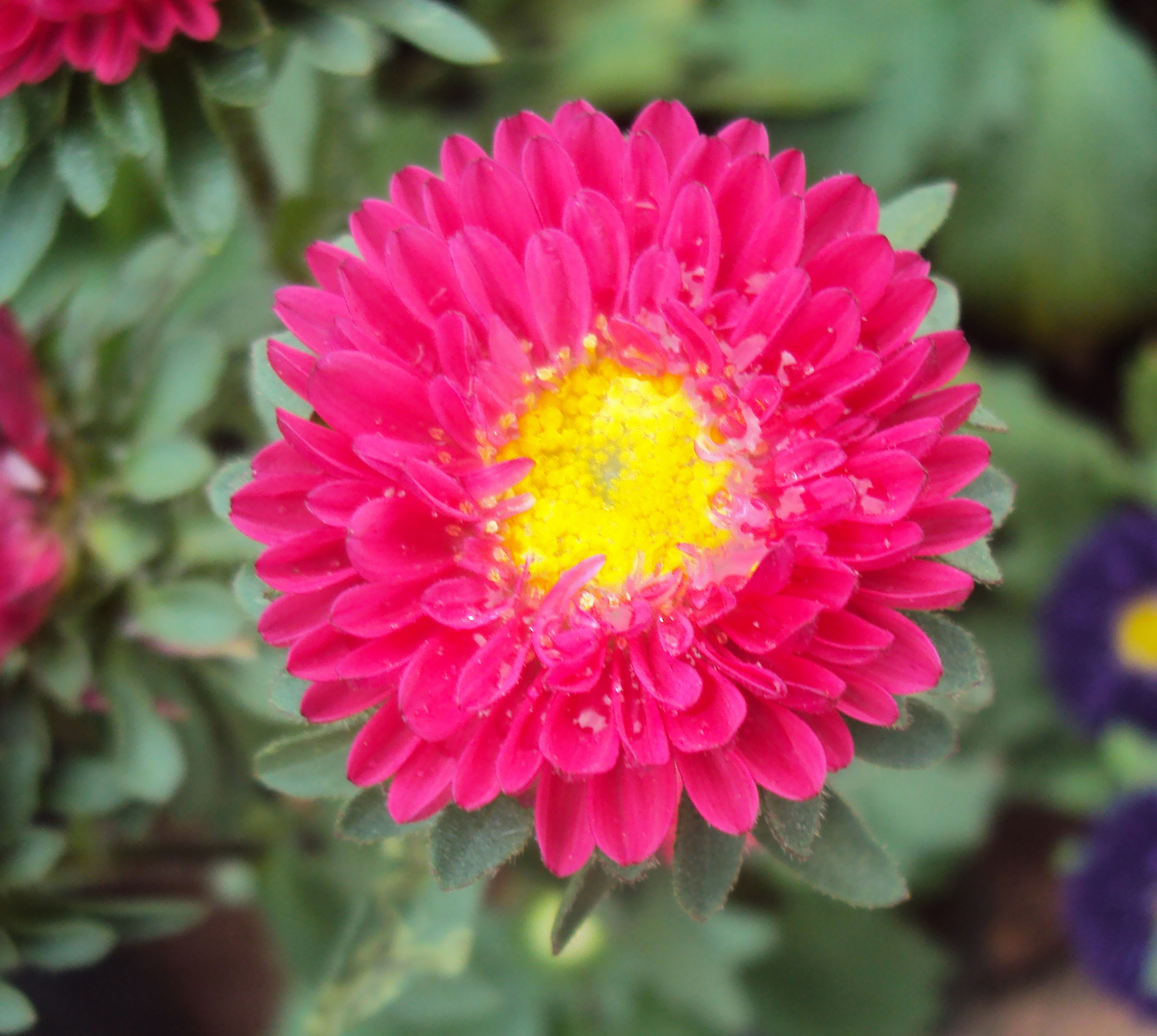
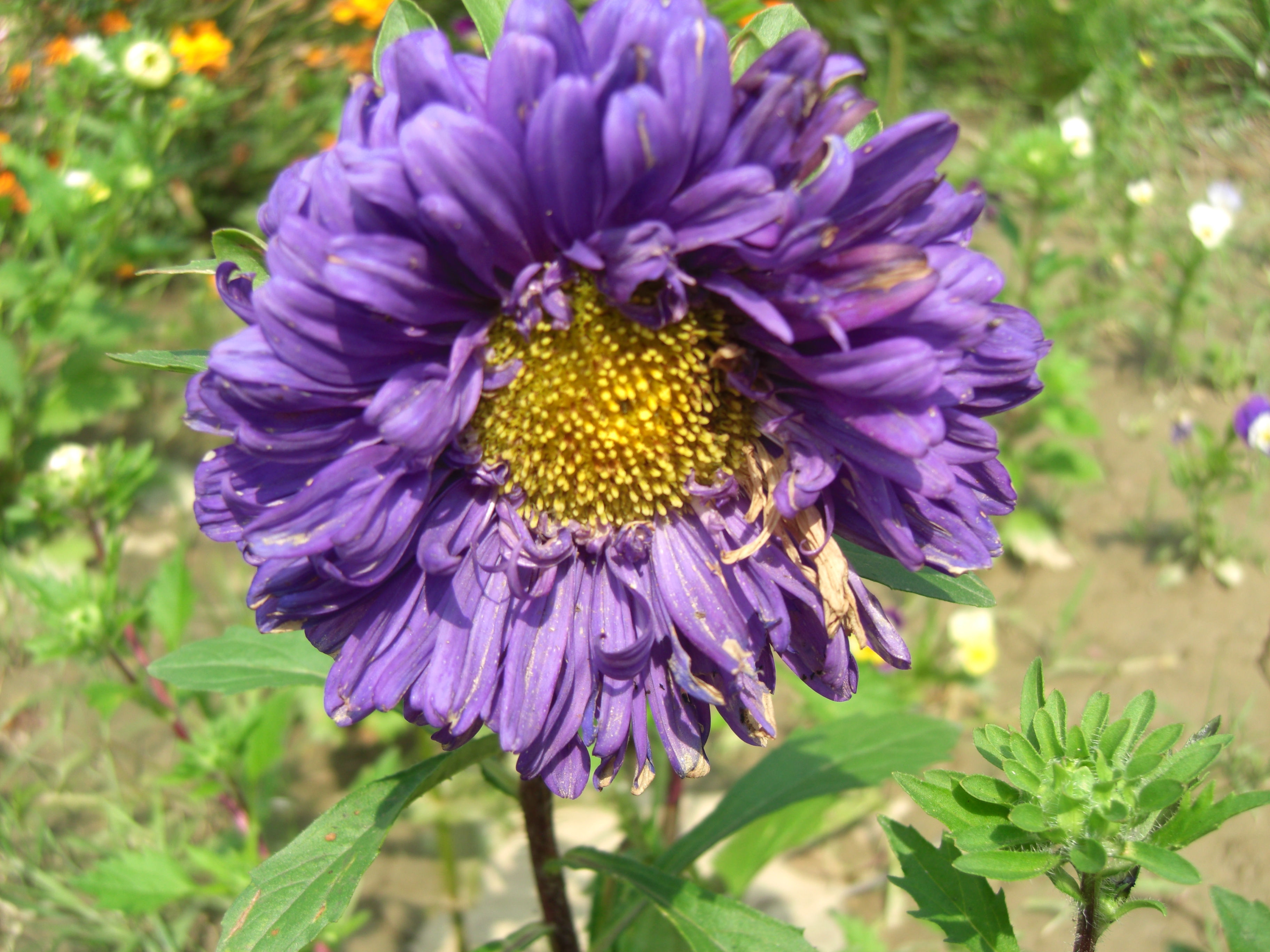
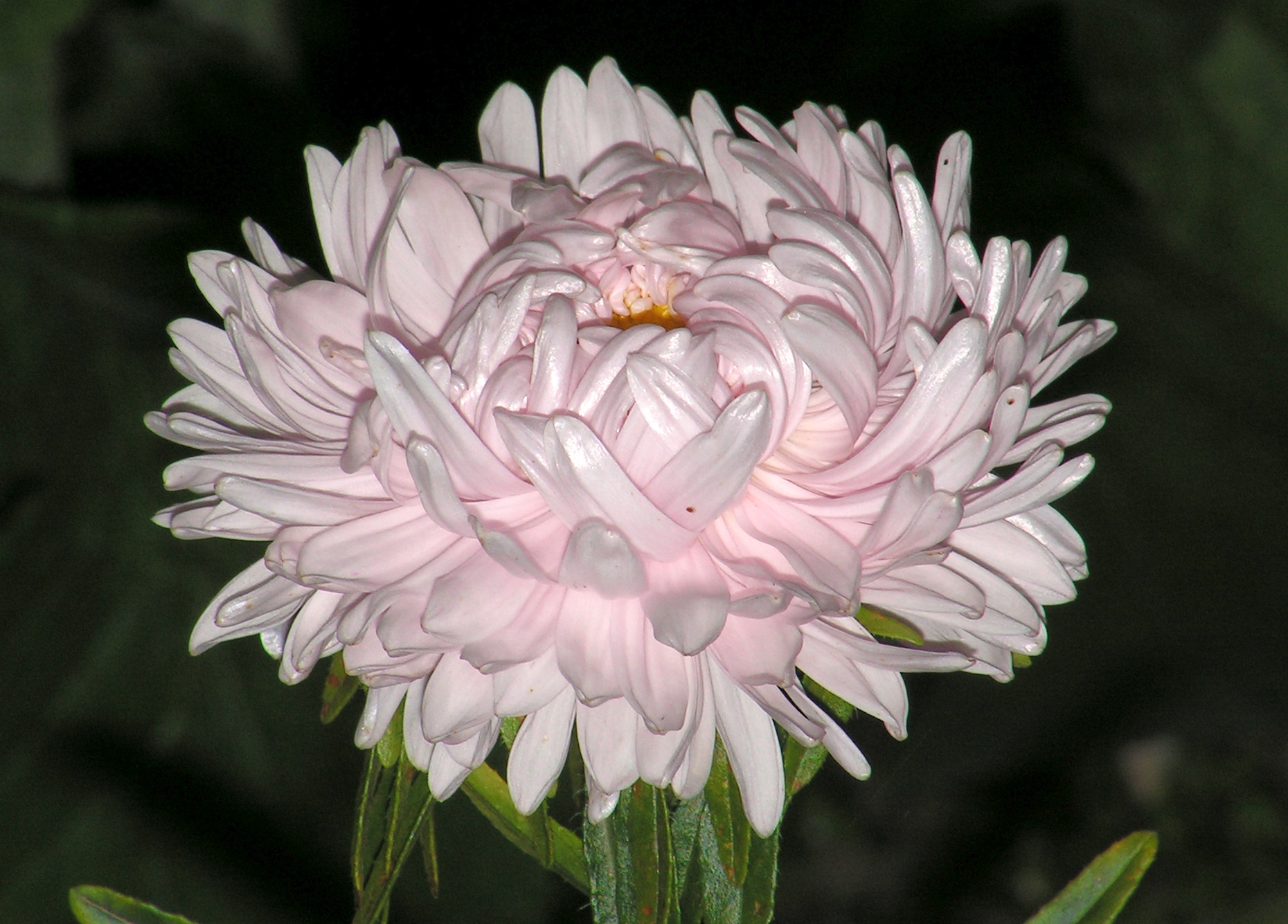
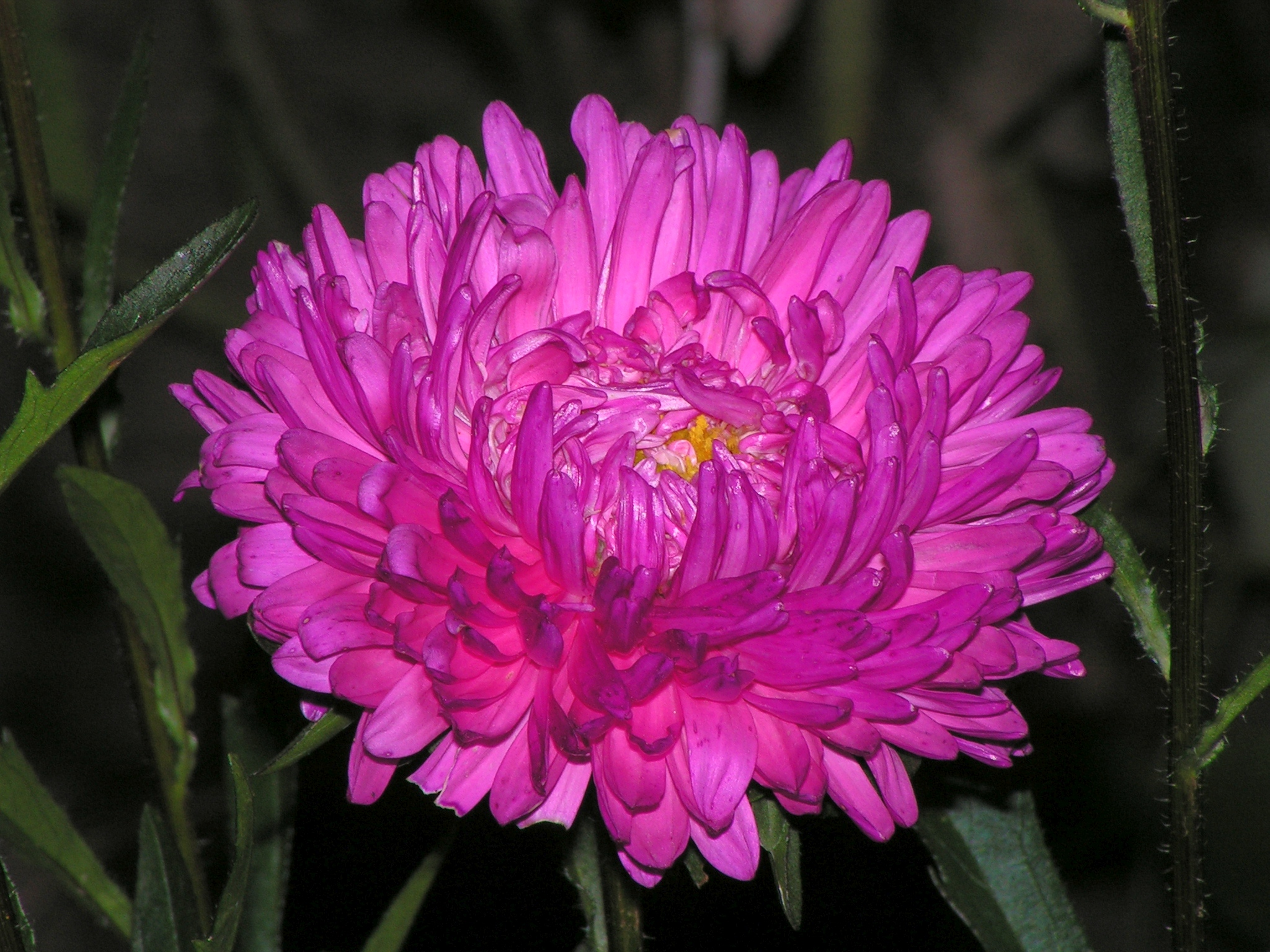

Různé typy úborů